# Staines-upon-Thames
Staines-upon-Thames (bis zum 20. Mai 2012 Staines) ist eine englische Stadt mit 18.484 Einwohnern (Stand: 2011) im Großraum London innerhalb des Autobahnrings M25 und nahe dem Flughafen Heathrow. Staines gehört der Grafschaft Surrey und dem Borough of Spelthorne an. Die Stadt liegt knapp 30 km westlich des Londoner Stadtzentrums an der Themse. Der River Colne mündet im Westen der Stadt in die Themse und der River Ash fließt im Norden der Stadt.

## Geschichte
Die Stadt hat ihren Ursprung in der römischen Siedlung Ad Pontes (an den Brücken) am Ufer der Themse. Am 18. Juni 1972 ereignete sich nahe der Stadt das Staines Air Desaster, bei dem BEA-Flug 548 – eine Hawker Siddeley Trident 1C – unmittelbar nach dem Start von Heathrow abstürzte, wobei alle 118 Menschen an Bord getötet wurden; am Boden kam niemand zu Schaden. Dieser Absturz war bis zum Lockerbie-Anschlag mit 270 Toten die schlimmste Luftfahrtkatastrophe auf britischen Boden.
Am 20. Mai 2012 wurde die Stadt offiziell in Staines-upon-Thames umbenannt, um die Lage an der Themse hervorzuheben, andererseits die Verbindung mit der Figur Ali G des Komikers Sacha Baron Cohen zu schwächen.

## Kultur
Staines wurde durch den Komiker Sacha Baron Cohen in seiner Rolle als Ali G berühmt. Dieser nutzte den spießigen, kleinbürgerlichen Ruf der Stadt, um den inneren Widerspruch seines Protagonisten zu verdeutlichen, der sich selbst für einen „gefährlichen Gangsta aus dem Ghetto“ hält.
Die Stadt beheimatet die Band Hard-Fi, die mit ihrem 2005er Debüt-Album Stars of CCTV die Trostlosigkeit der Londoner Vorstadt zu beschreiben suchen.

## Wirtschaft
Von 1901 bis 1947 hatte die Automobilmarke Lagonda ihren Firmensitz und die Produktionsstätte in Staines, von 1906 bis 1912 auch der konkurrierende Automobilhersteller Staines Motor Company. Nachdem der Unternehmer Alan Good Lagonda aus finanziellen Gründen hatte verkaufen müssen und die Fertigung verlegt worden war, übernahm das ebenfalls Good gehörende Unternehmen Petter Limited, ein Hersteller von Dieselmotoren, diese Produktionshallen. Auch das Karosseriebauunternehmen Whittingham & Mitchel hatte nach dem Zweiten Weltkrieg kurzzeitig den Firmensitz und die Fertigungsstätte in Staines, ehe es sich verstärkt der Schiffsausrüstung zuwandte und weiterzog.
Seit mehreren Jahren ist Staines-upon-Thames Firmensitz von NDS UK, ein auf Conditional Access Systeme und Digital Rights Management spezialisiertes Unternehmen.

## Söhne und Töchter (Auswahl)
- Cecil Harcourt Smith (1859–1944), Archäologe
- Thomas Ashby (1874–1931), Archäologe
- Hubert Bryan Heath Eves (1883–1961), Manager
- Gilbert Mitchison, Baron Mitchison (1894–1970), Jurist und Politiker (Labour Party)
- Les Scales (1928–1981), Radrennfahrer
- Vernon Bogdanor (* 1943), Politikwissenschaftler und Verfassungsexperte
- Nicholas Chamberlain (* 1963), anglikanischer Bischof
- Thomas Barras (* 1994), Ruderer